# 2012年ロンドンオリンピックのコモロ選手団
2012年ロンドンオリンピックのコモロ選手団（2012ねんロンドンオリンピックのコモロせんしゅだん）は、2012年7月27日から8月12日までイギリスのロンドンで開催されたロンドンオリンピックコモロ選手団の名簿。

## 選手団
- 人員: 選手 3人
- 開会式旗手: Ahamada Feta

## 種目別選手・スタッフ名簿及び成績

### 陸上競技
- Maoulida Daroueche（男子400m障害）53秒49 予選敗退
- Ahamada Feta（女子100m）11秒86 予選敗退

### 競泳
- Sihame Ayouba Ali（女子100m自由形）1分14秒40 予選敗退